# Jørgen Haagen Schmith
Jorgen Haagen Schmith (18 de diciembre de 1910-15 de octubre de 1944) más conocido como Citron (Limón), fue un miembro del grupo Holger Danske (grupo de resistencia), de la resistencia danesa durante la ocupación nazi de Dinamarca. Junto a su compañero de lucha Flame (Antorcha), compuso el dúo más famoso de la organización.
Era conserje y administrador del music-hall de Copenhague. Durante la Segunda Guerra Mundial, realizó espectaculares operaciones de sabotaje contra los nazis con su compañero Bent Faurschou-Hviid (Flame), ambos miembros del grupo Holger Danske. 
En 1943 saboteó el garaje de Citroën donde trabajaba, de allí su apodo "Citron".

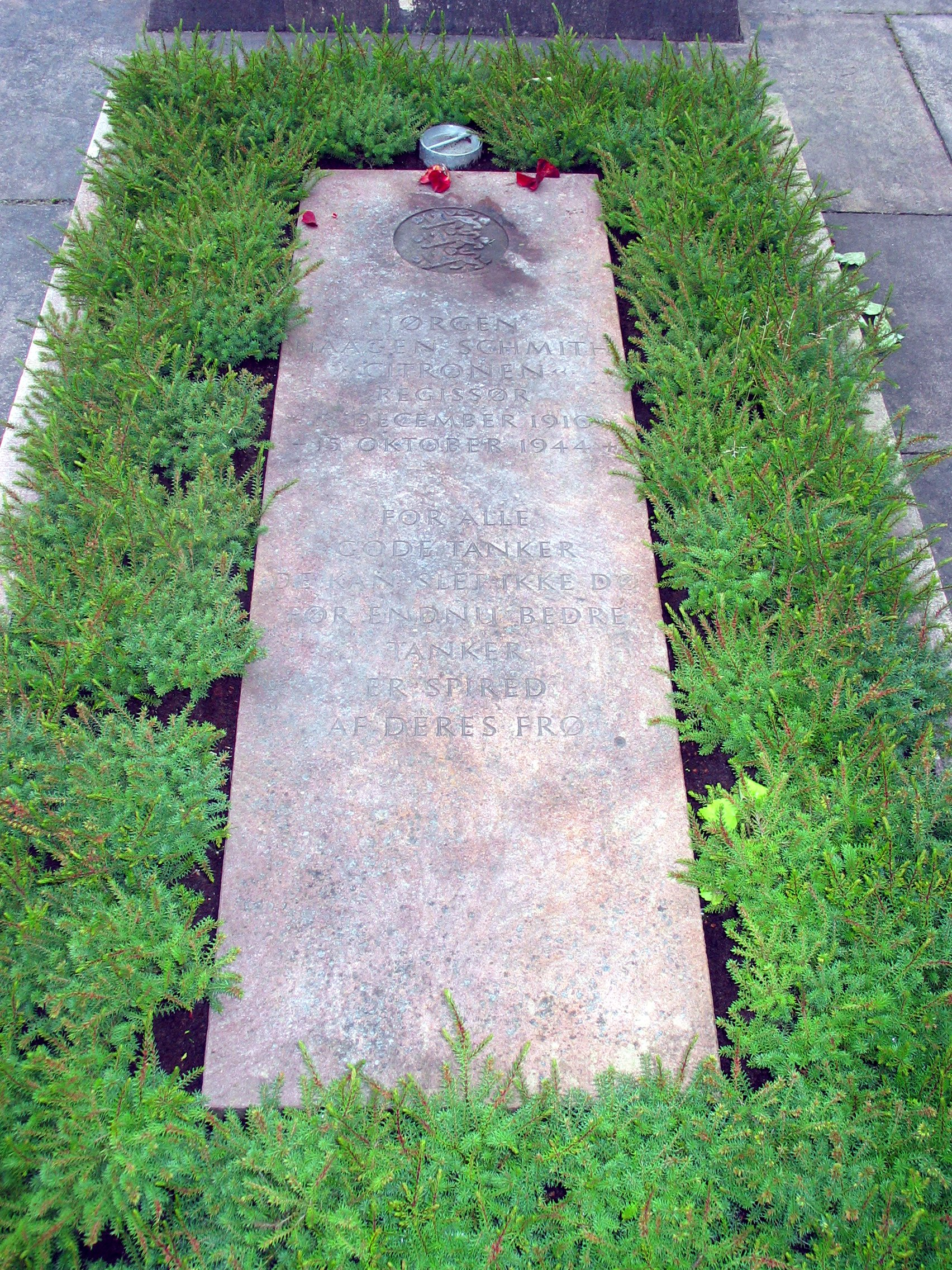
Su tumba

En septiembre de 1944, disfrazados de policías, fueron capturados pero no reconocidos por la Gestapo: uno logró escapar; el otro fue herido y llevado a una residencia en el 184  Jægersborg Allé de Gentoften. Poco después, se trasladó a Jutlandia donde fue hallado, cercado y aniquilado por los alemanes después de presentar resistencia. 
En 2008 se estrenó la película Flame y Citrón con Mads Mikkelsen.